# Couratari guianensis
Couratari guianensis là một loài thực vật có hoa trong họ Lecythidaceae. Loài này được Aubl. mô tả khoa học đầu tiên năm 1775.

## Hình ảnh

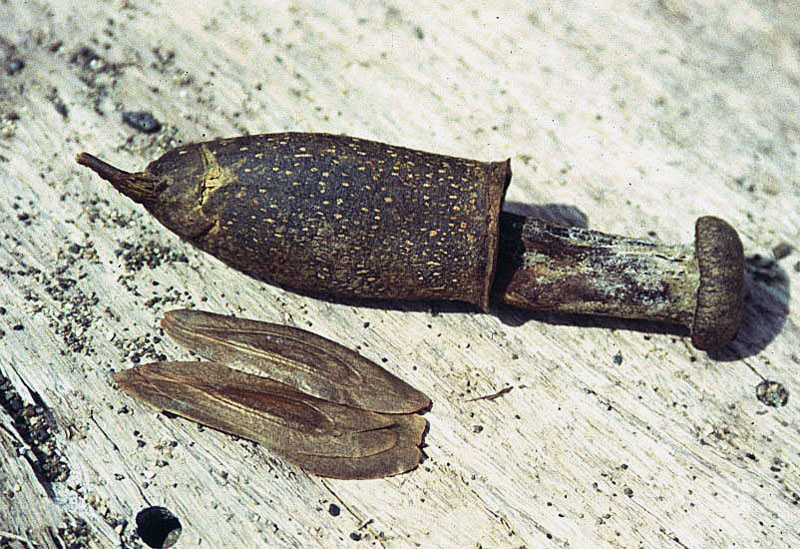